# Matt Climie
Matthew Scott Climie, detto Matt (Leduc, 11 febbraio 1983), è un ex hockeista su ghiaccio canadese, di ruolo portiere.

## Biografia
In carriera ha disputato cinque incontri in NHL (4 coi Dallas Stars ed uno coi Phoenix Coyotes, cui si aggiungono alcune presenze in panchina coi Vancouver Canucks). Ha disputato invece 271 partite in American Hockey League, tra il 2008 e il 2015.
Dopo il 2015 si è trasferito in Europa, militando in Deutsche Eishockey-Liga (due stagioni con gli Straubing Tigers), Extraliga slovacca (HKM Zvolen), EBEL (HC Bolzano e HC Innsbruck), EIHL (Sheffield Steelers), Alps Hockey League (HDD Jesenice) e seconda serie slovacca (Bratislava Capitals). 
Ha disputato anche una stagione del campionato australiano coi CBR Brave.

## Palmarès

### Giovanili
- Campione NCAA: 2

Bemidji: 2004-2005, 2005-2006

### Nazionale
- Coppa Spengler: 1

Team Canada: 2015